# Tschammerpokal 1938
La Tschammerpokal del 1938 fu la quarta edizione della coppa nazionale tedesca, organizzata dal Terzo Reich. Per la prima volta vi presero parte squadre austriache, in seguito all'annessione alla Germania nazista avvenuta in quell'anno. La finale venne giocata l'8 gennaio 1939 allo Stadio Olimpico di Berlino. Furono proprio gli austriaci del Rapid Vienna a sconfiggere il FSV Francoforte per 3-1.

## Qualificazioni
| FSV Frankfurt           | 3 – 1 | Fortuna Düsseldorf  |
| SV Waldhof Mannheim     | 6 – 0 | Westfalia Herne     |
| VfB Mühlburg            | 2 – 1 | Stoccarda           |
| Monaco 1860             | 3 – 0 | Dresdner SC         |
| Brandenburger SC Süd 05 | 0 – 1 | Vorwärts Gleiwitz   |
| Norimberga              | 1 – 0 | VfR Mannheim        |
| Rot-Weiss Essen         | 3 – 0 | Hertha Berlino      |
| Blau-Weiß Berlin        | 1 – 0 | 1. FC Phönix Lübeck |

## Gruppo dei 16
In questo secondo turno eliminatorio 8 squadre tedesche si sfidarono tra loro e lo stesso fecero 8 squadre austriache (ora denominate annessi), facendo confluire la vigente edizione della Coppa d'Austria nella coppa del Reich. Dai quarti di finale i sorteggi furono invece casuali.
| Gruppo eliminatorio tedesco |       |                 |       |
| SV Waldhof Mannheim         | 3 – 2 | Rot-Weiss Essen | (dts) |
| Blau-Weiß Berlin            | 1 – 2 | Monaco 1860     |       |
| FSV Frankfurt               | 3 – 1 | VfB Mühlburg    |       |
| Vorwärts Gleiwitz           | 2 – 4 | Norimberga      |       |

| Gruppo eliminatorio austriaco |       |                |
| First Vienna                  | 6 – 0 | Admira Vienna  |
| Rapid Vienna                  | 5 – 1 | Austro Fiat    |
| Wiener Sport-Club             | 1 – 0 | Wacker Vienna  |
| Grazer SC                     | 3 – 2 | Austria Vienna |

## Quarti di finale
| Norimberga          | 3 – 1 | First Vienna  |       |
| SV Waldhof Mannheim | 2 – 3 | Rapid Vienna  |       |
| Monaco 1860         | 1 – 2 | FSV Frankfurt | (dts) |
| Wiener Sport-Club   | 6 – 1 | Grazer SC     |       |

## Semifinali
| Rapid Vienna  | 2 – 0 | Norimberga        |
| FSV Frankfurt | 3 – 2 | Wiener Sport-Club |

## Finale
| Arbitro: | Fritz Rühle (Merseburg) |

|              |           |                                      |
| Dosedzal 17’ | Marcatori | Schors 80’ Hofstätter 85’ Binder 90’ |

| FUSSBALLSPORTVEREIN FRANKFURT 1899: |    |                     |
|                                     |    |                     |
| P                                   | 1  | Hans Wolf           |
| D                                   | 2  | Willy May           |
| D                                   | 3  | H. Schweinhardt     |
| C                                   | 4  | Böttgen             |
| C                                   | 5  | Dietsch             |
| C                                   | 6  | Fend                |
| A                                   | 7  | Bubi Armbruster (C) |
| A                                   | 8  | Karl Heldmann       |
| A                                   | 9  | Franz Dosedzal      |
| A                                   | 10 | Franz Faust         |
| A                                   | 11 | Wörner              |
| Allenatore:                         |    |                     |
| Martin Eiling                       |    |                     |

| SPORTKLUB RAPID: |    |                   |
|                  |    |                   |
| GK               | 1  | Rudolf Raftl      |
| D                | 2  | Heribert Sperner  |
| D                | 3  | Rudolf Schlauf    |
| C                | 4  | Franz Wagner      |
| C                | 5  | Johann Hofstätter |
| C                | 6  | Stefan Skoumal    |
| A                | 7  | Franz Hofer       |
| A                | 8  | Georg Schors      |
| A                | 9  | Franz Binder (C)  |
| A                | 10 | Wilhelm Holec     |
| A                | 11 | Johan Pesser      |
| Allenatore:      |    |                   |
| Leopold Nitsch   |    |                   |